# کوئتیاپین
کوئتیاپین (به انگلیسی: Quetiapine) که با نام تجاری سروکوئل(به انگلیسی: Seroquel) در بازار جهانی و کوئنتیاکس (به انگلیسی: Quentiax) و ترانکوپین(به انگلیسی: Tranqopine) در ایران فروخته می‌شود، یک داروی است آنتی‌سایکوتیک آتیپیکال که به آنتی سایکوتیک نسل دوم (غیررایج) هم معروف است، میباشد که در دوزهای ۱۲/۵، ۲۵، ۵۰، ۱۰۰، ۱۵۰، ۲۰۰ و ۲۵۰ به دو نوع سریع رهش و پیوسته رهش عرضه میگردد. این دارو ساختاری تقریباً شبیه کلوزاپین دارد به همین دلیل خواب آور بوده و نیمه عمر نسبتاً زیادی دارد و حتی در دوزهای پایین برای آرام کردن بیماران شدیداً بیقرار و مهارگسیخته مثل هالوپریدول کاربرد دارد اما چون اثرگذاری آن خیلی سریع نیست بر هالوپریدول تزریقی برتری ندارد. در یک آزمایش برای مقایسه این دو دارو جهت سرکوب فوری مهارگسیختگی و حملات سایکوز مشخص گردید که گرچه قطعاً در بیماران بستری شده در بیمارستان تزریق هالوپریدول/بیپریدن ارجحیت دارد اما در مورد بیماران غیربستری و درمان خانگی، و همچنین در موارد خفیف‌تر؛ کوئتیاپین انتخاب بسیار بهتری است این تصمیم از بابت فقدان عوارض خارج هرمی و دیگر عوارض مانند سندرم نورولپتیک بدخیم از یک جهت و تحمل بهتر کوئتیاپین و تطابق بهتر با موارد خفیف از جهت دیگر است. داروسازان و دانشمندان علوم پزشکی پیشنهاد ساخت فرمولاسیون تزریقی کوئتیاپین را به چندین شرکت بزرگ داروسازی از جمله هوفمن لا روش و فایزر ارائه کردند آنها با بیان اینکه انجام این اختراع می تواند دستاورد بزرگ و انقلابی هم در درمان کلی بیماری های سایکوتیک نظیر اسکیزوفرنی باشد و هم یک جایگزین مناسب برای هالوپریدول در همین فرمول؛ جداً فواید این اقدام را بر ضررها برتری داده‌اند. کوئتیاپین برای درمان اسکیزوفرنی، اختلال دوقطبی و اختلال افسردگی اساسی توسط FDA تایید شده است. این دارو بعنوان یک خواب آور به صورت بسیار گسترده‌ای استفاده می شود اما افراد باید حتما توجه کنند که این دارو به هیچ عنوان برچسب خواب آور به طور رسمی ندارد و عوارض آن نیز در میان‌مدت بر خواب‌آوری‌اش سیطره دارد. کوئتیاپین همچنین خارج از تاییدیه برای درمان برخی از انواع اختلالات شخصیتی و اضطرابی شدید مانند اختلال پانیک استفاده می‌شود درحالی که فقط تا زمان مصرف، آن بیماری ها را سرپوش می گذارد و اصلا درمانگر نیست. فرمول شیمیایی دارو با داروی قدرتمند کلوزاپین شباهت بسیار دارد. علیرغم اینکه به دلیل اثر آرام بخشی که دارد به‌طور گسترده به عنوان یک خواب‌آور بسیار قوی و به نوعی خط آخر درمان خواب(در عوام مردم) بکار گرفته می‌شود، جداً به نظر نمی‌رسد که مزایای چنین استفاده ای به‌طور کلی از عوارض جانبی آن بیشتر باشد.این موضوع هم از نظر تجربه گرایانه(بالینی) و هم آزمایش های پزشکی تایید شده است. دارو به صورت خوراکی(قرص)مصرف می‌شود.
عوارض جانبی رایج شامل خواب‌آلودگی، یبوست، افزایش وزن، خشکی دهان و در کل عمدتاً عوارض آنتی کولینرژیک است. کوئتیاپین فاقد عوارض خارج هرمی است اما در موارد نادر(کمتر از ۲٪)عوارض اکستراپیرامیدال ضعیف دیده شده است که تجویز بیپریدن در دوزهای پایین(بین ۱ تا ۳ میلی گرم) معمولا بسیار خوب آن را برطرف می کند. در درمان درازمدت(حداقل ۶ ماه) در ۱۵ تا ۲۵ درصد افراد یبوست شدید، افزایش وزن زیاد و خشکی دهان طولانی یک سری عارضه همیشگی شده است! به همین خاطر گاهی در کنار آن بیپریدن نیز تجویز می‌شود. درکل بیشترین و طولانی مدت ترین عوارض، خواب‌آلودگی و یبوست شدید است که ممکن است تا سالها ادامه یابد. کوئتیاپین قرص خواب نیست اما تقریباً هرگز بدن فرد به اثر خواب آوری‌اش مقاوم نمی‌شود!   سایر عوارض جانبی عبارتند از فشار خون پایین هنگام ایستادن، تشنج، نعوظ طولانی مدت ،هیپرگلیسمی، دیسکینزی دیررس، و سندرم بدخیم نورولپتیک. در افراد مسن مبتلا به زوال عقل، استفاده از آن خطر مرگ را افزایش می‌دهد. مصرف در سه‌ماهه سوم بارداری ممکن است تا مدتی پس از تولد منجر به اختلال حرکتی در کودک شود. اعتقاد بر این است که کوئتیاپین با مسدود کردن تعدادی از گیرنده‌ها از جمله سروتونین، دوپامین، اثر بتا بلاکری ، گیرنده آلفا، اپی نفرین و نور اپی نفرین عمل می‌کند.
کوئتیاپین در سال ۱۹۸۵ توسعه یافت و در سال ۱۹۹۷ برای استفاده پزشکی در ایالات متحده تأیید شد. این دارو به عنوان یک داروی عمومی در دسترس است. در سال ۲۰۱۹، این دارو با بیش از ۱۳ میلیون نسخه پنجاه و ششمین داروی رایج تجویز شده در ایالات متحده بود.

## دوزها
کوئتیاپین ۲۵ - ۵۰ - ۲۰۰-۱۰۰ - ۱۵۰(آهسته رهش) - ۲۰۰(آهسته رهش)

## موارد مصرف
این دارو برای درمان برخی شرایط روحی-خلقی (مانند اسکیزوفرنی، اختلال دو قطبی، دوره‌های ناگهانی مانیا یا شیدایی یا افسردگی مرتبط با اختلال دو قطبی) استفاده می‌شود و به عنوان داروی آنتی سایکوتیک استفاده‌می‌شود. این دارو به فرد کمک می‌کند تا واضح و مثبت فکر نماید، کمتر عصبی شود و در زندگی فعال‌تر ظاهر شود، همچنین ممکن است باعث بهبود روحیه، خواب، اشتها و سطح انرژی شود. کوئتیاپین می‌تواند به جلوگیری از تغییرات شدید خلقی کمک کند و یا باعث کاهش دفعات تغییرات خلقی می‌شود.
در افراد مبتلا به اختلال دوقطبی، کوئتیاپین برای درمان دوره‌های افسردگی، دوره‌های شیدایی حاد مرتبط با اختلال دوقطبی نوع یک (به عنوان تک درمانی یا درمان کمکی با لیتیوم؛ والپروات یا لاموتریژین) استفاده می‌شود.

### اختلال افسردگی اساسی
کوئتیاپین زمانی مؤثر است که به تنهایی و در کنار سایر داروها در اختلال افسردگی اساسی (MDD) استفاده شود. با این حال، آرام بخشی اغلب یک عارضه جانبی نامطلوب است.
در ایالات متحده، بریتانیا و استرالیا کوئتیاپین برای استفاده به عنوان یک درمان کمکی در اختلال افسردگی اساسی جواز دارد.

### بیماری آلزایمر
کوئتیاپین باعث کاهش بیقراری در افراد مبتلا به آلزایمر نمی شود. کوئتیاپین عملکرد فکری را در سالمندان مبتلا به زوال عقل بدتر می‌کند و بنابراین توصیه نمی‌شود.

### دیگر موارد استفاده
استفاده از دوزهای پایین کوئتیاپین برای بی‌خوابی، اگرچه رایج است، اما توصیه نمی‌شود. شواهد کمی از سود و نگرانی در مورد اثرات نامطلوب وجود دارد. دوزهای کوئتیاپین مورد استفاده برای بی خوابی از ۱۲٫۵ تا ۸۰۰ متغیر است، رایج‌ترین آن ۲۵ تا ۲۰۰ میلی‌گرم می‌باشد.
گاهی اوقات از داروی فوق به صورت استفاده بدون مجوز به عنوان یک عامل تقویت کننده برای درمان بیماری‌هایی مانند سندرم تورت، توهمات موسیقی و اختلالات اضطرابی استفاده می‌شود.

## اثرات جانبی
منابع فهرست‌های بروز:
عوارض جانبی بسیار شایع (بیش از ۱۰٪ بروز).
- خشکی دهان
- سرگیجه
- سردرد
- خواب‌آلودگی[۳۲]

### تداخلات
- مصرف همزمان فراورده های تنباکو با کوئتیاپین ممکن است باعث تنگی نفس و افت فشارخون خفیف شود. همچنین سیگار کشیدن غلظت کوئتیاپین در خون را کاهش می دهد.
- مصرف همزمان کوئتیاپین و داروهای آدرنرژیک مانند پروپرانولول و متوپرولول ممکن است باعث افت فشارخون(مخصوصاً وضعیتی) شود.
- مصرف همزمان کوئتیاپین با آگونیست های سروتونین و دوپامین مانند بوپروپیون، لوودوپا، مهارکننده های بازجذب سروتونین/نور اپی نفرین/دوپامین توصیه نمی شود.
- به هیچ عنوان کوئتیاپین را با الکل و سایر آرام بخش ها مصرف نکنید.
- این دارو را حتما طبق تجویز پزشک مصرف کرده و از مصرف خودسرانه جداً بپرهیزید.

عوارض جانبی شایع (۱–۱۰٪ بروز).
- بیماری اکستراپیرامیدال: کویتیاپین و کلوزاپین به دلیل فقدان نسبی عوارض جانبی اکستراپیرامیدال مورد توجه قرار می‌گیرند.[۳۴][۳۵]
- افزایش وزن: اندازه تأثیر ۰٫۴۳ کیلوگرم در مقایسه با دارونما. تقریباً به اندازه ریسپریدون، افزایش وزن کمتری نسبت به کلوزاپین، الانزاپین و زوتپین و افزایش وزن بیشتری نسبت به زیپراسیدون، لورازیدون، آریپیپرازول و آسناپین ایجاد می‌کند.[۳۲] مانند بسیاری دیگر از داروهای ضد روان پریشی غیر معمول، این اثر احتمالاً به دلیل اعمال آن در گیرنده هیستامین H 1 و گیرنده 5-HT2C است.